# 刘用国

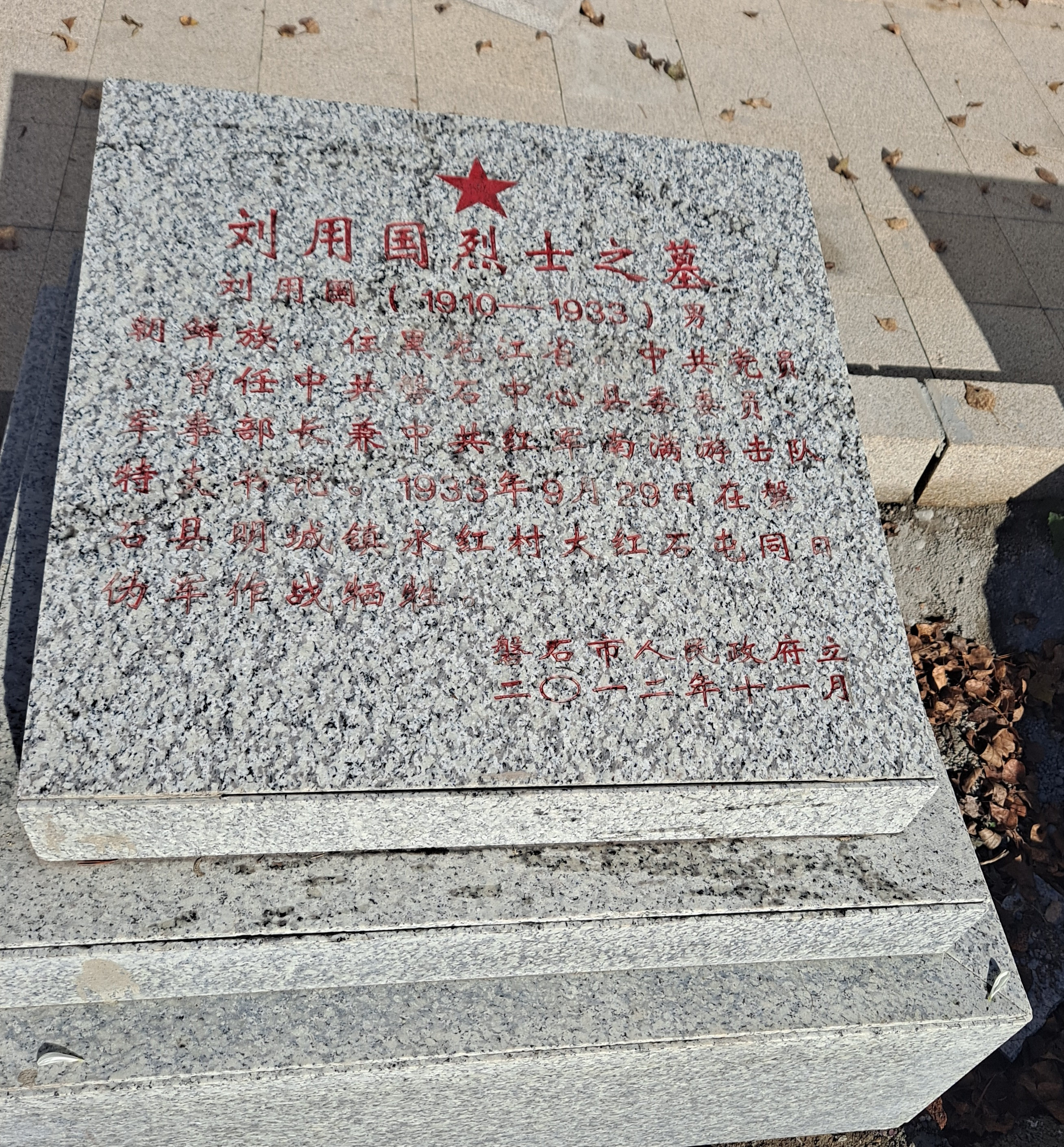
磐石市革命烈士陵园内的刘用国烈士之墓

刘用国（中国朝鲜语：／，1898年—1933年9月29日），朝鲜族，中共磐石中心县委军事部部长兼南满游击队、东北人民革命军第一军独立师党委书记。

## 生平
刘用国出生于1898年，籍贯不详，1932年11月从中共满洲省委调到中共磐石中心县委工作。同年12月，他在中共磐石中心县委第三次扩大会议上当选县委委员，并任县委军事部部长兼南满游击队党委书记。1933年1月至5月，他与游击队一起参加了四次反围剿战斗。此后，他在红石砬子抗日根据地从事根据地建设，发展游击队伍的工作。同年8月27日，他参加了学习《中共满洲省委给磐石中心县委及南满赤色游击队的指示信》的中心县委会议。会后，他根据《指示信》精神，开始参与筹建东北人民革命军第一军独立师的工作。同年9月18日，东北人民革命军第一军独立师在西玻璃河套正式成立，刘用国被任命为独立师党委书记。:38-39:160-162
独立师成立后不久，日军再次对抗日根据地发动大规模的讨伐。独立师决定将主力部队南移，到长白山区开辟新的游击区，只留少量部队在磐石。当时很多战士不愿离开故土，也有战士不愿与主力部队分开。刘用国见状通过召开集会和个别谈心的方式进行了大量的转移动员和思想工作。1933年9月29日傍晚，刘用国率40多名战士从磐北生财沟出发南下，途径小红石砬子沟（今大红石屯），在一村民家休整时，遭百余名满洲国军袭击。经过一小时的激战，战士们开始从后院撤离。期间，刘用国发现在大门外打掩护的司令部副官金胜因负伤没能撤下来。他试图将金胜救回，结果中弹牺牲，时年35岁。:39-41:162-163